# Rubiana
Rubiana (piemontesisch Rubian-a, französisch Rubiane) ist eine Gemeinde in der italienischen Metropolitanstadt Turin (To), Region Piemont.

## Lage und Einwohner
Rubiana liegt knapp 33 km westlich von Turin. Der Ort liegt auf einer Höhe von 750 m über dem Meeresspiegel. Das Gemeindegebiet umfasst eine Fläche von 26,77 km² und hat 2428 Einwohner (Stand 31. Dezember 2023). Rubiana ist Mitglied in der Bergkommune Comunità Montana Bassa Valle di Susa e Val Cenischia. Die Gemeinde besteht aus den Ortsteilen Mompellato, Favella und Rubiana. Die Nachbargemeinden sind Viù, Condove, Val della Torre, Caprie, Villar Dora und Almese. 
Ein Teil des Gemeindegebiets gehört zum Naturpark Col del Lys von provinziellem Interesse.

## Geschichte

Kirchturm von Rubiana

Die erste Erwähnung von Rubiana findet sich in einer Urkunde aus dem Jahr 1029, allerdings war das Gebiet schon seit Jahrhunderten, in vorrömischer Zeit, zunächst von den Liguriern und dann von den Kelten und Gallokelten besiedelt. Der Ortsname „Rubiana“ könnte entweder vom Namen einer der keltischen Gottheiten, des Gottes Arubianus, oder vom lateinischen ruber-rot abgeleitet sein, der vorherrschenden rötlichen Farbe des Bodens aufgrund des massiven Vorkommens von Eisen. 
Im 18. Jahrhundert wurde in der Nähe von Mompellato ein kleines Heiligtum errichtet, das später erweitert wurde und der Madonna della Bassa gewidmet war, um an ein wundersames Ereignis zu erinnern, das sich der Überlieferung nach im Jahr 1713 ereignete. 